# Arnoglossum
Arnoglossum é um género botânico pertencente à família Asteraceae.